# 服部擔風
服部 擔風（はっとり たんぷう、慶応3年11月16日（1867年12月21日） - 昭和39年（1964年）5月27日）は、明治・大正・昭和にかけて活躍した漢詩人・書家。「最後の漢詩人」とも言われる。

## 来歴
1867年（慶応3年）、尾張国海西郡鯏浦（現在の愛知県弥富市鯏浦）に生まれる。戦国時代の土豪服部友貞の子孫で、大地主の家の次男であった。幼名は粂之丞（くめのじょう）。
1882年（明治15年）、尾張藩の儒者森村大朴に漢籍を学ぶ。大朴は粂之丞の熱心さに感心し、漢詩を作るように勧めた。1884年（明治17年）村田梅村の水月吟社に入る。ここで漢詩人の森春涛らの影響を受ける。粂之丞は、名を擔風と改め、詩の研究とともに詩作に励んだ。1891年（明治24年）、土居香国らと柳城吟社を設立。1893年（明治26年）「梅花唱和の詩」を東京日日新聞（現在の毎日新聞）に発表して、詩壇にデビューした。1905年（明治38年）佩蘭社を設立した。1914年（大正3年）興風会を設立。1916年（大正5年）、丙辰吟社を設立。1918年（大正7年）興風会を廃止して、清心吟社を設立する。
1936年（昭和11年）、生地の弥富町鯏浦（現在の弥富市鯏浦）に漢詩碑が建てられる。1951年（昭和26年）中日文化賞受賞。1953年（昭和28年）『擔風詩集』で日本芸術院賞を受賞。1962年（昭和37年）弥富町名誉町民。
1964年、老衰により弥富町の自宅で死去。享年96歳。
1902年（明治35年）に建てられた擔風の書斎「藍亭（らんてい）」は、1973年に弥生小学校に移転された後、2017年に弥富市の森津の藤公園に移築された。